# Mechthild von dem Berge
Mechthild von dem Berge, auch als Mechtildis de Monte bekannt, († 12. September 1383) war Äbtissin im Stift Freckenhorst.

## Leben

### Herkunft und Familie
Mechthild von dem Berge wurde als Tochter des Wedekind von dem Berge und seiner Frau Lisa zur Lippe geboren. Die Familie von dem Berge mit ihrem Stammsitz bei Hausberge stellte die Mindener Stiftsvögte. Mechthild hatte vier Geschwister, darunter Lisa (Äbtissin in Herford) und Gerburg (Pröpstin in Herzebrock).

### Werdegang und Wirken
Mechthild wurde im Jahre 1360 oder 1361 zur Äbtissin in Freckenhorst gewählt. Aus ihrer Amtszeit liegen noch etliche Urkunden vor, in denen Rechtsgeschäfte (Käufe, Schenkungen und Verkäufe) enthalten sind. So empfing der Kanoniker Heinrich Pyrns am 10. September 1383, zwei Tage vor Mechthilds Tod, seine Obedienzen von der Äbtissin. Ihre Nachfolgerin im Amt als Äbtissin war Ingeburg von Oldenburg.